# Pascoal da Silva
Pascoal da Silva Guimarães, um reinol, ou seja, português do Reino, da Metrópole, foi um dos maiores potentados de Minas na região de Vila Rica, posteriormente Ouro Preto.

## Dados biográficos iniciais
Começou a vida no Rio de Janeiro como caixeiro numa casa comercial do sargento Francisco do Amaral Gurgel, antes de este vir para as Minas e se tornar figura notória na Guerra dos Emboabas. Foi depois mascate em Minas, enriquecendo-se como todos que trabalhavam muito, no improviso do Rio das Velhas. Já que vinha do reino, trazia a notícia de um método novo, usado nas minas da Nova Espanha, de se conduzirem as águas em regos para se desbancar a terra vegetal e os montes a talho aberto. Teria sido Pascoal o primeiro que iniciou tal modo de minerar no arraial do Ouro Preto.
Em 1704, depois que aos Paulistas, que tinham afinal descoberto o ouro, se afigurara esgotado o ribeiro do Ouro Preto, Pascoal considerou que as abas da serra «continham forçosamente as madres de tão maravilhosas jazidas e com perspicácia, concluiu que as cabeceiras do córrego de Antônio Dias seriam as mais férteis, instalando-se ali. Teve sorte e colheu ouro às mancheias. Com isso provocou a inveja dos paulistas da família dos Camargos, os primeiros donos da terra, que quiseram reaver o terreno. Mas foram rechaçados pelo artigo do Regimento das Minas que fazia caducar a mina despovoada. Dizem os cronistas que Pascoal, «mais crente na pólvora do que na lógica», ali se manteve. Teria sido nesta ocasião que o alcaide-mor José de Camargo Pimentel, desgostoso, virou de rosto às Minas Gerais e foi-se estabelecer em São Miguel do Piracicaba, onde ficaria eventualmente ainda mais rico. A enorme fortuna de Pascoal provocou o despeito dos paulistas contra reinóis, despeito nascente. Tendo Pascoal atinado com um veeiro na fralda da montanha, o povo induziu que se dirigiria para o alto, e o atacou sobre as Lajes. Até hoje quem for a Ouro Preto vê um rasgão enorme na serra à direita da estrada que vai para São Sebastião. Ferida apenas a terra, tal foi o depósito ali acumulado que esfarelou à vista toda a montanha, provocando enorme tumulto em todos, derramando na povoação avalanche de ouro!
Foi assim rápido o povoamento da serra, o verdadeiro início de Vila Rica, de que Pascoal seria o real precursor. Tomando a si os terrenos, depois que o povo devastou a superficie, prosseguiu na exploração com o nome de arraial do Ouro Podre, nome da aventura; e toda a serra, de alto a baixo, se chamou serra do Pascoal. Seu nome está ligado para sempre à história de Ouro Preto.
Outra versão da mesma história diz que, ausente das minas pela grande fome, o bandeirante paulista José de Camargo Pimentel voltou em 1703 ao arraial que se conhecia já como arraial dos Camargos para a exploração de sua data do Bom Sucesso, descobrindo com seus sobrinhos que nela se instalara Pascoal, o novato de mais feliz estrela de Minas. Havia requerido a data, por estar despovoada, ao guarda-mor Domingos da Silva Bueno, e forte e poderoso, repeliu os Camargos à força; o resultado atraiu grande massa de gente que invadiu por completo a encosta da serra e deu logo em depósito incompreensível de ouro quase solto em vasta superfície, derramando-se com o tumulto tão grande quantidade que deu à serra o nome de Ouro Podre, início do progresso e do esplendor do povoado de Vila Rica, mais tarde, em 1705 ou, segundo outra versão, mesmo em 1704.
A história de Pascoal, concisamente, segundo outro cronista diz que no inicio teria minerado no Rio das Velhas, e depois se mudou para as abas da serra do Ouro Preto, enriquecendo depressa por ter empregado pela primeira vez métodos usados na Nova Espanha para extração. Residia nas cercanias o alcaide-mor José de Camargo Pimentel que, desgostoso com o procedimento hostil desse português infenso a todos os Paulistas,  abandonou Ouro Preto e seguiu para o Norte, encontrou o rio Piracicaba, cujas águas desceu até o sítio rico do futuro arraial de São Miguel.
Em 1708 Pascoal tinha 300 escravos trabalhando. Dobrando a serra, se tinha apoderado de toda a encosta da Itapenhoacanga, onde se confirmou por sesmaria em 1711.

### Guerra dos emboabas
Seria ainda a alma da Guerra dos Emboabas contra os paulistas, pois o aclamado ditador Manuel Nunes Viana viera se refugiar perto dele. Tinha escravos, sequazes, ouro: 2.000 homens armados.
Da ultima vez que foi ao Rio, trouxe seu amigo o frade Francisco de Menezes, a cabeça pensante da guerra dos Emboabas. Ambos traziam consigo em mente se estabelecerem; Pascoal em lavras de ouro, como fez, e o frade no comércio; e Francisco do Amaral Gurgel chamara o recém-chegado e o interessara nas multiplas especulações em que andava comprometido, para as quais lhe fazia falta companheiro inteligente e ativo.
Em 20 de março de 1708 foi nomeado sargento-mor das minas do Ouro Preto e seus distritos, tornando-se o real precursor de Vila Rica e tomando parte ativa na guerra dos emboabas, sem entretanto apoiar todos os atos de Manuel Nunes Viana.

### O crescimento do prestígio
Em 1709 o governador Antônio de Albuquerque veio pela primeira vez às Minas e «cariciou-lhe o poder de régulo, confirmando sua nomeação, feita por Manuel Nunes Viana, de Superintendente do Ouro Preto nas Minas Gerais, cargo que exerceu com siso e boa razão, despachando com justiça e discernimento. Tinha redação e caligrafia modernas, datando os despachos do Serro, nome do sitio onde morava». Deste arraial do Ouro Podre resta o bairro ouro-pretano de São Sebastião, que se salvou por ser o caminho antigo para São Bartolomeu e o Campo, assim como para Antônio Pereira e o Mato Dentro.

### Documentos reais a seu respeito
Carta patente de 2 de julho de 1711 do governador Albuquerque diz:
«Atendendo a que concorrem as qualidades necessárias na pessoa de Pascoal da Silva Guimarães, que atualmente está servindo e exercitando o posto d sargento-mor da ordenança do distrito das Minas do Ouro Preto com satisfação, motivos que me obrigaram a provê-lo no mesmo posto quando entrei nestas Minas a sossegá-las, encarregando-o juntamente da superintendência e administração da justiça no dito Distrito, pela falta que havia de ministros: cuja ocupação exercitou com muito bom modo e atenção ao bem comum e justiça às partes, e nas partes da Fazenda Real e sua arrecadação se houve sempre com muito zelo e exação: e por esperar dele que se haja da mesma sorte em tudo o que lhe for encarregado do serviço de Sua Majestade que Deus guarde, hei por bem prover, como por este faço, ao dito Pascoal da Silva Guimarães no posto de Mestre d Campo do terço de auxiliares que levanto no Distrito das Minas Gerais do Ouro Preto.»
Carta-patente do posterior governador D. Brás Baltazar da Silveira, dada em Vila Rica em 12 de janeiro de 1714:
« Faço saber aos que esta minha Carta Patente virem que determinando passar à Vila do Carmo, Vila Rica e mais povoações de meu governo que sendo mui conveniente ao serviço de Sua Majestade deixar encarregado desta Vila Rica e seu distrito uma pessoa em que concorram merecimentos, serviços,  nobreza e autoridade, e achando-se todos estes na pessoa de Pascoal da Silva Guimarães, que tem servido ao dito senhor nestas Minas por espaço de quatro anos, e nos postos de Sargento-Mor das Ordenanças desta Vila e de Mestre d Campo do Terço dos Auxiliares que nela se formou, em que está confirmado por Sua Majestade, sendo único que reconheceu por governador a D. Fernando Martins Mascarenhas no tempo das alterações, oferecendo-se-lhe para executar tudo o que fosse ordenado, no que mostrou ser Leal Vassalo de Sua Majestade, e passando o Governador Antônio de Albuquerque a estas minas com 20  soldados e alguns oficiais o dito Pascoal da Silva Guimarães os sustentou a sua custa por espaço dos 15 dias que nela se detiveram com grande despesa de sua Fazenda e muita utilidade, e de Sua Majestade, e na ocasião em que o mesmo Governador veio sossegar as alterações destas Minas ter conciliado o dito Pascoal da Silva Guimarães os ânimos dos principais homens dela para obedecerem as Ordens de Sua Majestade e receberem por governador Antônio de Albuquerque e alterando-se os povos do distrito desta Vila por algumas sugestões dos malcontentes acudiu a sossega-los com grande zelo do serviço de Sua Majestade, sendo quase o principal instrumento da devida obediência que deram ao dito governador que nomeando ao Mestre de Campo Pascoal da Silva Guimarães no cargo de Superintendente deste distrito se houve nele com grande acerto e prudência, de que resultou principiarem os povos a experimentar a quietação e sossego que dantes não o tinham e na ocasião do subsídio voluntário que por ordem de Sua Majestade se pediu a estes povos dar 500 oitavas de ouro para o dito subsídio, e sendo encarregado no governo deste distrito se houvera nele com tal acerto, zelo, prudência e desinteresse, que não faltando cousa alguma ao serviço de Sua Majestade se benquistou com os povos e na ocasião do socorro do Rio de Janeiro por não poder ir àquela praça em razão de estar encarregado do dito governo mandou 30 escravos armados à sua custa em companhia do dito governador, e remeter ao igual muitos e gente como tudo consta por certidões autênticas - e por confiar dele que em tudo o de que lhe ordenar procederá com grande satisfação,  hei por bem de o encarregar do governo desta Vila e seu distrito para o ter por esta patente enquanto eu o houver por bem ou Sua Majestade não mandar o contrario, e por esta o hei metido de posse do dito governo, de que haverá juramento dos Santos Evangelhos em minhas mãos para bem e verdadeiramente servir de que se fará assento nas costas desta patente e lhe encomendo cuide e trate na boa forma em que devem estar os Auxiliares e Ordenanças deste distrito,  mandando-lhe fazer exercícios às tardes para se conservarem em boa ordem, e outrossim dará aos Ministros e oficiais da justiça toda a ajuda e favor para o bom efeito das diligências deles, e porque convêm que o seja informado de tudo o que suceder no dito distrito será obrigado avisar-me de todos os Particulares que se oferecerem para que sendo necessário se dê a providência necessária, e assim mesmo do procedimento com que servem a Sua Majestade todos os oficiais da Justiça e Guerra para que me se seja presente para dar contas a Sua Majestade do bom ou mal que servirem, e mando a todos os cabos assim de ordenança como de pé como de cavalo como de auxiliares deste distrito ou de fora dele que se achem neste distrito, de qualquer qualidade ou graduação que sejam, respeitem e estimem ao dito Pascoal da Silva Guimarães como pessoa que na parte competente faz as mesmas vezes, obedecendo-lhe todos os ditos cabos e cumprindo suas ordens tão pontualmente como são obrigados e da mesma sorte todos oficiais vindos tanto das ordenanças de pé, e de cavalo, como dos auxiliares e os Ministros e oficiais de Justiça e fazendo o reconheçam por pessoa a que fica encarregado o governo desta Vila e seu distrito para lhe ter o devido respeito e gozará de todas as honras, privilégios, preeminências, prerrogativas, isenções e liberdades que são concedidas, e se deve às pessoas do mesmo cargo, e pª firmeza d tudo lhe mandei dar esta patente por mim assinada e selada com o sinete de minhas armas que se cumprirá tão inteiramente como nela se se contem, registrando-se nos Livros da secretaria deste governo e nos mais a que tocar.»
Em 4 de maio de 1716 Pascoal recebeu concessão de duas sesmarias, de uma légua de terra, a primeira no Capão das Cobras, caminho do Rio das Velhas, a segunda no Taquaruçú.

### A rebelião de Filipe dos Santos
No levante de 1720, foi ele e não Filipe dos Santos o cabeça principal. Esperto, na penumbra, só não iludiu o governador D. Pedro de Almeida Portugal. O conde de Assumar escreverá mais tarde: «Tudo que se verificou foi arte de seu ouro, reputado em mais de cem arrobas, sem se contar Fazendas, lavras, escravos.
Quando do movimento de rebelião em si, estava em sua fazenda e mandou por João Ferreira, seu primo e médico, recado a João da Silva, que executasse «tudo quanto tinham concertado ou se não tomasse veneno, pois já não podiam voltar atrás».
Abafado o movimento, foi enviado preso para Lisboa com outros conjurados, depois de ter visto queimado pelo governador seu arraial, hoje por isso mesmo até chamado em Ouro Preto o Morro da Queimada. Em Lisboa, porém, graças à sua enorme riqueza «não foi criminoso mas principe», contam os cronistas mineiros, e promoveu mesmo, com bons advogados, contra o conde de Assumar um processo de responsabilidade só atalhado por sua morte.

### A Descendência de Pascoal da Silva
Não se sabe ainda o nome da esposa de Pascoal da Silva, mas seus filhos constam em diversos registros de pagamentos e cartas.  Em especial constam dois nomes João da Silva Guimarães
e José da Silva Guimarães.